# Fédération estudiantine et scolaire de Côte d’Ivoire
Die Fédération estudiantine et scolaire de Côte d’Ivoire (FESCI) ist eine ivorische Schüler- und Studentenvereinigung in Abidjan.

## Geschichte
Unter der Führung von Charles Blé Goudé von 2001 bis 2003 wandelte sich der Intellektuellen-Verband in eine Schlägertruppe, die von ihren Gegnern in Anlehnung an die Faschisten als „Fescisten“ beschimpft wird. Sie galt aber schon seit 2000 als Kaderschmiede der Front Populaire Ivoirien.
Damana Adia Pickass war Vizevorsitzender der FESCI.

## Generalsekretäre
- Martial Joseph Ahipeaud
- Guillaume Soro (1995–1998)
- Charles Blé Goudé (2001–2003)
- Serge Koffi (2006- )
- Mian Augustin